# Victor Mansaray
Victor Mansaray (Freetown, 22 febbraio 1997) è un calciatore sierraleonese naturalizzato statunitense, attaccante del Chitwan.

## Carriera

### Club
In carriera ha giocato 8 partite nella Coppa dell'AFC, realizzandovi anche tre reti, tutte con il Bình Dương.

### Nazionale
Ha giocato nelle nazionali giovanili statunitensi Under-18 ed Under-20.